# François Salque
François Salque est un violoncelliste français.

## Biographie
François Salque enseigne à la Haute École de musique de Lausanne et au Conservatoire de Paris.
Il joue et enregistre de la musique de chambre avec Éric Le Sage, Alexandre Tharaud (Le Carnaval des animaux), Claire-Marie Le Guay, Emmanuel Pahud et Vincent Peirani. Salque joue également au sein du Quatuor Ysaÿe de 2000 à 2004, enregistrant Fauré, Magnard, Haydn, Schumann, Boucourechliev, mais également des œuvres ou fragments peu connus de Beethoven, le Quintette avec piano de César Franck (avec Pascal Rogé) et le Quintette pour clarinette de Mozart (avec Michel Portal). Il joue au sein du Quatuor Orféo avec David Grimal.
Nicolas Bacri, Karol Beffa, Thierry Escaich, Bruno Mantovani et Kryštof Mařatka lui ont dédié des œuvres.

## Discographie
François Salque a enregistré pour Æon, Alpha, Arion, Lyrinx, Naïve, RCA, Sony et Zig-Zag Territoires.
Ses nombreux disques ont reçu des récompenses de la presse spécialisée, notamment des Diapason d'or de l'année, « Choc » du Monde de la musique, « 10 » de Répertoire, Grand Prix du disque de l'Académie Charles-Cros, Victoires de la musique.
- Beethoven, Sonates pour violoncelle et piano - François Salque, violoncelle ; Éric Le Sage, piano (mars 2014, Sony)
- Fauré, Pelléas et Mélisande ; Élégie* ; Mélodies ; Wagner, Siegfried-Idyll - Orchestre de l'Opéra de Rouen Haute-Normandie, dir. Oswald Sallaberger ; François Salque, violoncelle* (18-22 juillet 2011, Zig-Zag Territoires) (OCLC 780955696)
- Saint-Saëns, Le carnaval des animaux ; Ladmirault, Les mémoires d'un âne - Claude Piéplu, récitant ; Laurent Cabasso et Alexandre Tharaud pianos ; Philippe Bernold, flûte ; Ronald Van Spaendonck, clarinette ; François Salque violoncelle ; Pierre Lenert, alto (1999, Arion) (OCLC 717328000)
- Est (Bartók, Popper…) - François Salque, violoncelle et Vincent Peirani, accordéon (1-3 juillet 2010, Zig-Zag Territoires ZZT 110101) (OCLC 937793659)
- Tanguillo (Astor Piazzolla, traditionnel) - François Salque, violoncelle ; Vincent Peirani, accordéon ; Tomás Gubitsch, guitare (Zig-Zag Territoires ZZT322) (OCLC 893823630 et 896890150)
- Bohême : Kodaly, Bartok et Fibich - Pierre Fouchenneret, violon ; François Salque, violoncelle ; Romain Descharmes, piano (15-16 avril 2014/27 avril 2015, Arties Records)

Vidéos
- Chopin et la mélodie, Leçon de musique de Jean-François Zygel - réalisation Marie-Christine Gambart (2004, DVD Télescope audiovisuel/Naïve) (OCLC 718136841)